# Прогнозні ресурси корисних копалин
Прогнозні ресурси — можлива кількість корисних копалин на геологічно недостатньо вивчених ділянках земної кори і гідросфери. Оцінка прогнозних ресурсів проводиться на основі загальних геологічних уявлень, науково-теоретичних передумов, а також сприятливих результатів регіональних геологічних, геофізичних і геохімічних досліджень.

## Загальна характеристика
Прогнозні ресурси твердих корисних копалин оцінюються в межах басейнів, великих районів, рудних вузлів, рудних полів і окремих родовищ, окремо на кожний вид корисної копалини. Залежно від обґрунтованості вони поділяються на 3 категорії: P1, P2 і Р3:
- Прогнозні ресурси категорії P1 відображають можливість приросту запасів за рахунок розширення площ поширення тіл корисних копалин за контуром підрахунку запасів по категорії С2, або виявлення нових тіл корисних копалин на розвіданих, а також виявлених при пошуково-оцінювальних роботах родовищах. Оцінка ресурсів базується на результатах геологічних, геофізичних і геохімічних досліджень площ можливого поширення корисних копалин, а також на геологічній екстраполяції даних більш вивченої частини родовища.
- Прогнозні ресурси категорії Р2 враховують можливість виявлення в басейні, районі, рудному вузлі, рудному полі нових родовищ корисних копалин.
- Прогнозні ресурси категорії Р3 відображають лише потенційну можливість виявлення нових родовищ на основі сприятливих стратиграфічних, літологічних, тектонічних і палеогеографічних передумов.

Прогнозні ресурси нафти, газу і конденсату оцінюються в межах великих регіонів, нафтогазоносних провінцій, акваторій, областей, районів, площ. Залежно від обґрунтованості вони поділяються на дві категорії: D1 і D2:
- Прогнозні ресурси категорії D1 оцінюються в межах великих регіональних структур з доведеною промисловою нафтогазоносністю.
- Прогнозні ресурси категорії D2 — у межах великих регіональних структур, промислова нафтогазоносність яких ще не доведена.

Прогнозні ресурси підземних вод оцінюються однією категорією (Р1). Вони враховують можливість виявлення нових родовищ підземних вод.